# Arved Konrad von Brasch

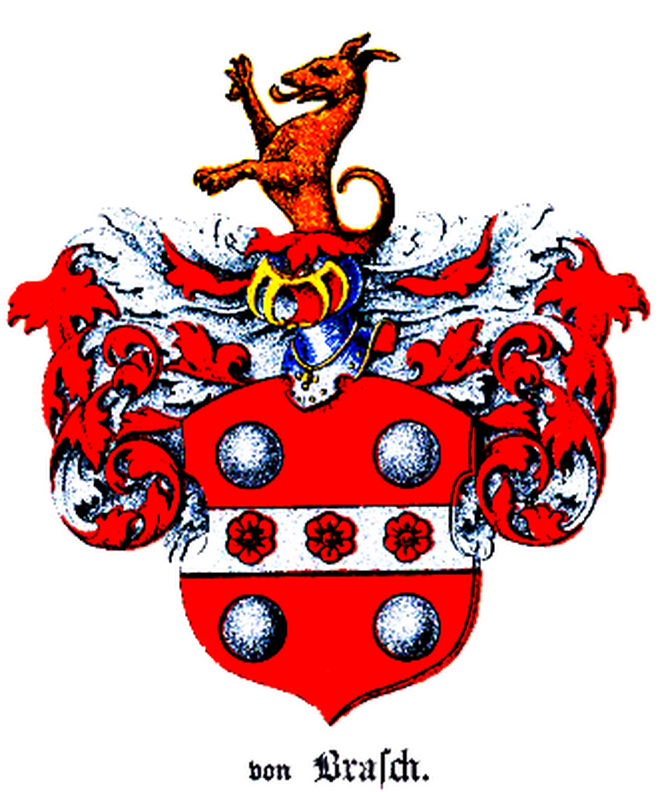
Wappen der Adelsfamilie von Brasch

Arved Conrad Magnus von Brasch (* 7. Juni 1847 in Rappin; † 10. März 1899 in Dorpat) war ein deutsch-baltischer Landespolitiker, Jurist und Landrat, der aus dem deutsch-baltischen Adelsgeschlecht von Brasch stammte.

## Leben

### Herkunft und Familie
Sein Großvater war Konrad Siegmund von Brasch (1779–1835). Arveds Vater war Leonhard Karl Gustav von Brasch (1811–1867), dessen Bruder – somit der Onkel Arveds – war der Landrat Konrad August von Brasch (1820–1884). Arveds Bruder war der Nationalökonom Viktor Ernst Arthur von Brasch (1850–1877), der in Sankt Petersburg lebte und dort verstarb. Seine Mutter war Ida von Richter. Arved heiratete 1879 Eva von Stackelberg. Ihre Nachkommen waren:
- Margarethe Mary von Brasch (* 1881), ⚭ Friedrich Wilhelm von Grotthuss (1870–1926)
- Elsa Anna von Brasch (1883–1927), ⚭ Leo Oskar von Sivers (1875–1937), Landwirt
- Arved Nikolai von Brasch (1885–1902)

### Werdegang
Arved Conrad war ein Schüler am Gymnasium in Dorpat und besuchte danach die Schmidtsche Anstalt in Fellin. Von 1866 bis 1871 studierte er Rechtswissenschaft an der Kaiserlichen Universität Dorpat und absolvierte 1872 sein Rechtsexamen. Während seiner Studienzeit war er Mitglied der Korporation „Livonia“. Seine erste juristische Verwendung war die Assessorenstelle am Kreisgericht in Dorpat. Von 1876 bis 1887 war er Abgeordneter für die Kreise Dorpat und Werro und galt als einflussreicher Landespolitiker. 1882 war er für die Livländische Ritterschaft Delegierter auf der Baltischen Konferenz. Seine Amtszeit als Landrat lief von 1887 bis 1890. 1888 wurde er zum Ehrenmitglied der Gelehrte Estnischen Gesellschaft ernannt. Zu seinen Besitzungen gehörten von 1875 bis 1878 das Gut Kerimos, seit 1877 war er Mitbesitzer von Ropkoy und Renningshof und seit 1884 Majoratsbesitzer von Aya.